# کد پستی در دانمارک

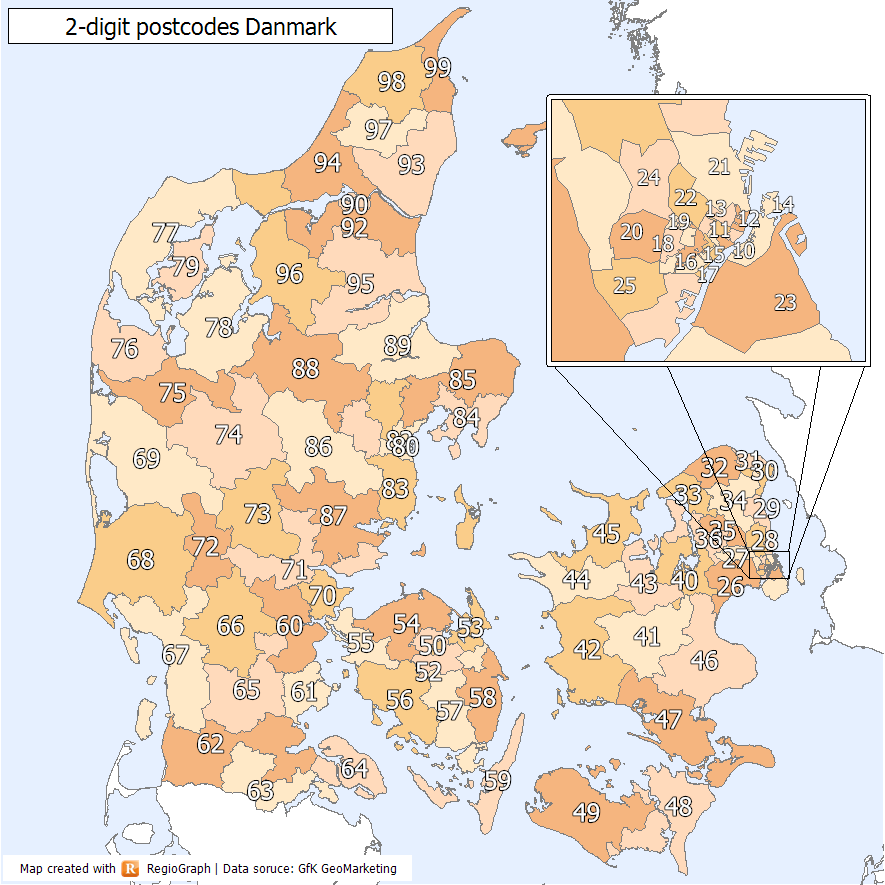
مناطق کد پستی دانمارک که با دو رقم کدپستی اول نشان داده شده است. نقشه را نشان نمی‌دهد بورنهولم (37xx)

کدهای پستی در دانمارک توسط یک سیستم چهار رقمی تعیین شده است که در سال 1967 اجرا شد. به استثناء فقط پنج کدپستی 3 رقمی با اهداف ویژه . منطقه خودمختار گرینلند  بخشی از سیستم دانمارک (39xx) است در حالی که جزایر فارو امروزه دارای کدهای 3 رقمی خاص خود است. در گذشته ، جزایر فارو دارای کد پستی 38xx بود.  
طبق مقررات جدید، کد کشور DK را به کدهای پستی اضافه می کند ، اما در عمل غالباً حذف می شود.( به عوان مثال DK-7400 ) 
کد قبل از نام شهر نوشته می شود. 
مثال ها:  1000 København C (شهر کپنهاگ)   6100 هادرسلو  DK-9000 آلبورگ 
وزارت امور خارجه دانمارک Asiatisk Plads 2  DK-1448 کپنهاگ K 
یا به زبان دانمارکی
Udenrigsministeriet Asiatisk Plads 2 1448 København K - لزوماً با DK - توجه داشته باشید که DK یا دانمارک باید هنگام ارسال از خارج از کشور مورد استفاده قرار گیرد. 
کدهای پستی از یک الگوی جغرافیایی پیروی می کنند و بیشتر دانمارکی ها می توانند بگویند که  هر کدام  از آدرس ها فقط بر اساس کد پستی متعلق به آن است. 